# Klosterfriedhof Dobbertin

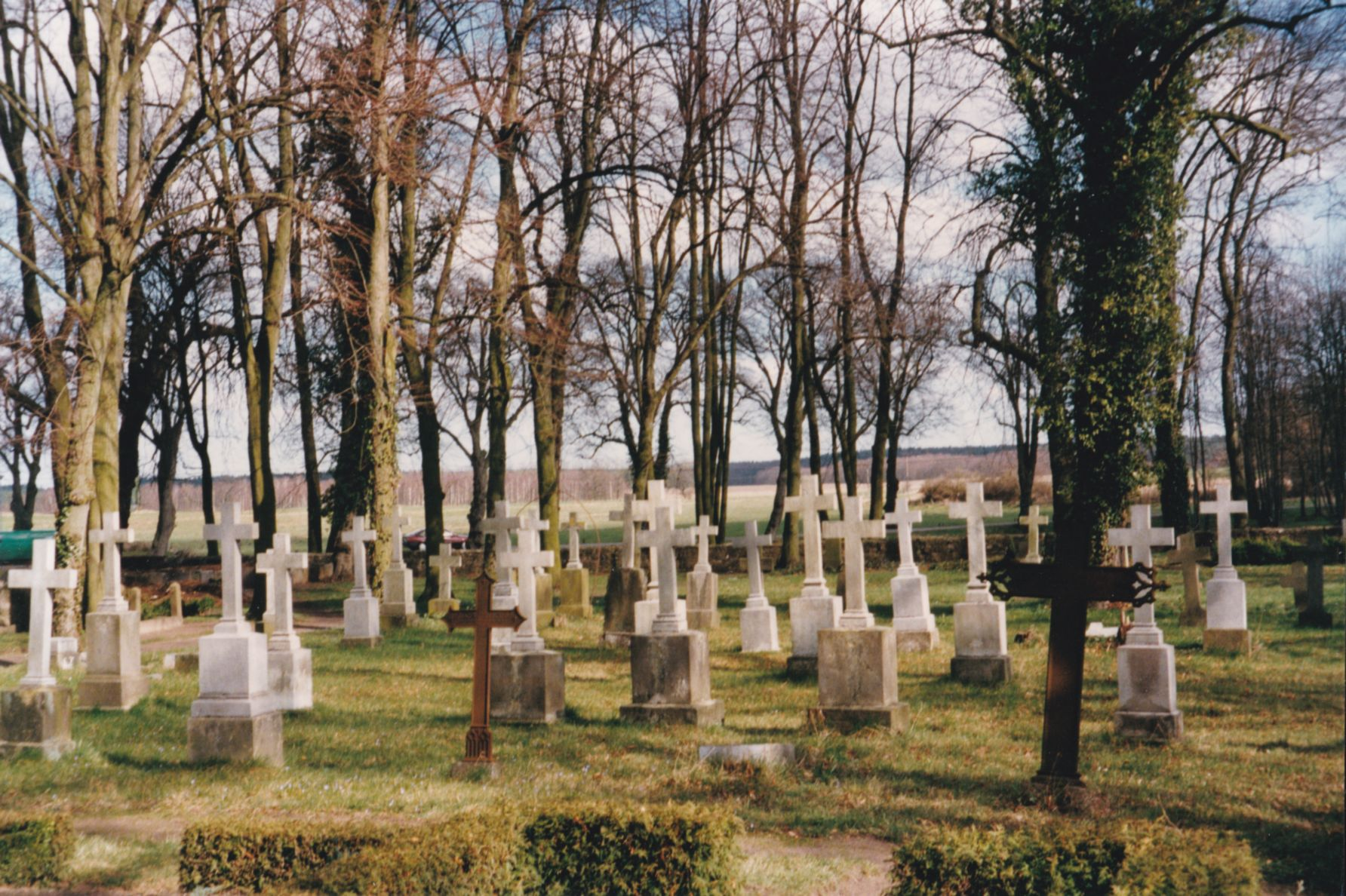
Grabkreuze der Konventualinnen (2019)

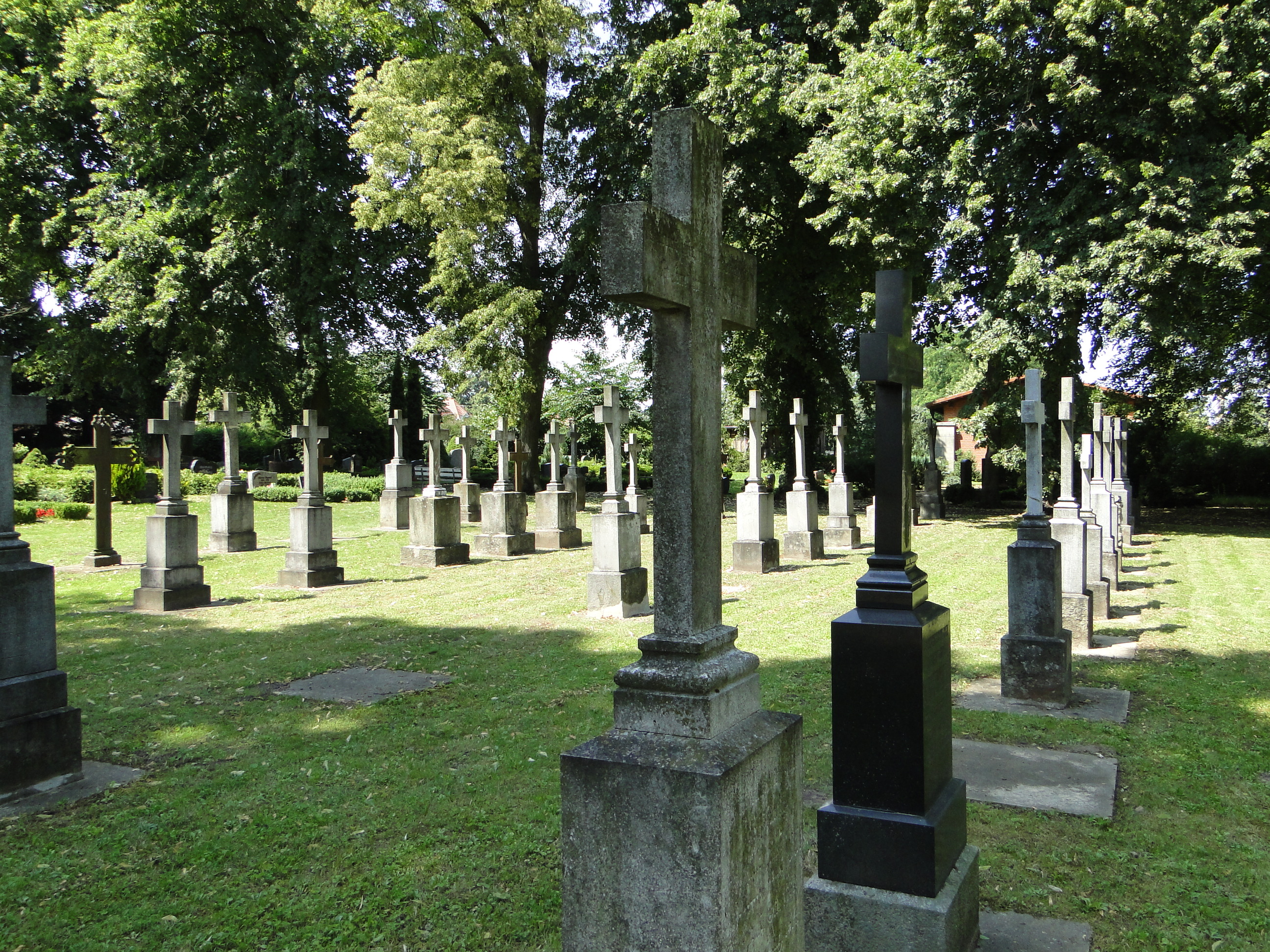
Grabkreuze der Konventualinnen (2019)

Der Klosterfriedhof in Dobbertin in Mecklenburg-Vorpommern befindet sich am nördlichen Dorfrand, nahe der Bundesstraße 192, die von Sternberg nach Goldberg führt. Parallel der fast 200 Meter langen Friedhofsmauer mit dem schmiedeeisernen Eingangstor ist die Lindenstraße die einzige Zufahrt zum Kloster Dobbertin am Dobbertiner See. Der Klosterfriedhof ist Teil der in ihrer Gesamtheit denkmalgeschützten Klosteranlage.

## Geschichte

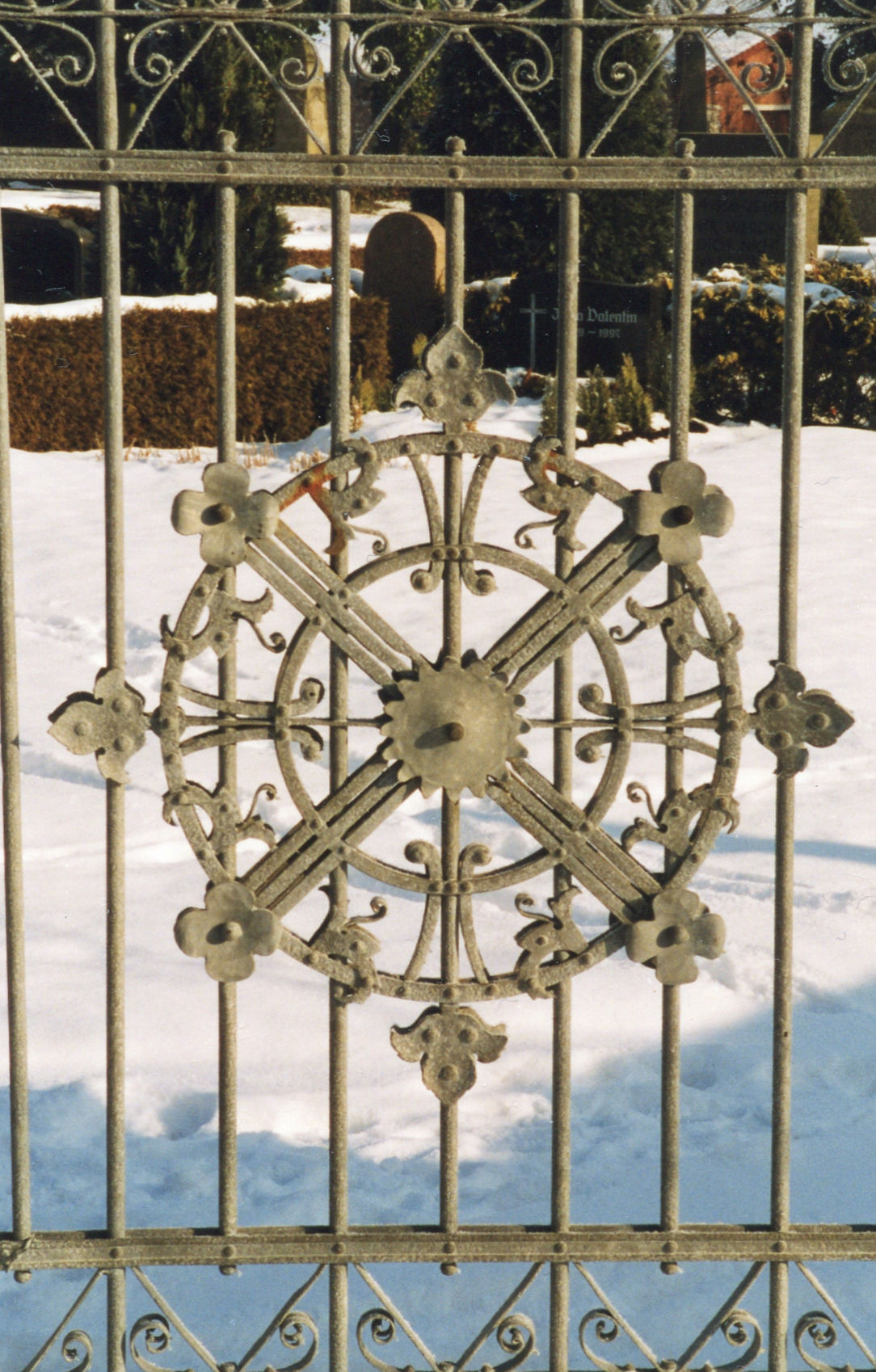
Eingangstür, Winter (1999)

Nach der Umwandlung des Dobbertiners Benediktinerinnenklosters in ein evangelisches adeliges Damenstift wurden Anfang des 18. Jahrhunderts die Kirchenbestattungen an der Klosterkirche und im Innenhof der Klausur aufgegeben.
Der erste Dobbertiner außerhalb des Klosters liegende Friedhof mit über 120 nachgewiesenen Bestattungen erstreckte sich auf den westlichen Kirchenvorhof und bis unter das nördliche Klausurgebäude. 
Bei den Auswertungen der 2001 erstellten geomagnetischen und Georadar-Kartierungen im Bereich des Klosters Dobbertin konnte nördlich und westlich der Klosterkirche und auf dem Innenhof in der Klausur der erste Klosterfriedhof nachgewiesen werden. Bei den archäologischen Baubegleitungen 1998 und 1999 wurden an der Südseite der Klosterkirche und unter dem östlichen Kreuzgangflügel die ersten Körpergräber freigelegt. Als älteste Bestattungen nachgewiesen, sind sie zeitlich noch in das 13. Jahrhundert einzuordnen. Sogar eine Grabreihung war teilweise noch erkennbar und die Mehrzahl der Skelette war in Holzsärgen beigesetzt, wie die gefundenen Sargnägel im Humusboden belegten. Der Friedhof erstreckte sich um den gesamten Kirchenkomplex. In Vorbereitung der Sanierungsarbeiten wurden 2002 auch im Innenhof der Klausur beigabenlose Körpergräber mit Sargbestattung in gemauerten Grüften und Tonnengewölben freigelegt. Der Friedhof war durch zwei zweireihige in Nord-Süd-Richtung verlaufende Grabreihen gestaltet. Die jüngsten in Ost-West-Richtung verlegten Grabplatten datieren von 1725 und 1727. Die 1,95 m × 1,05 m große Grabplatte von 1725 hat folgende Inschrift: „HIER:RUHET:IN:GOTT:DIE:WEILAND:HOCHWOHL:GEBORENE:CHRISTINA:VON BÜLOW:VOM HAUSE:BRISTOW:GEBOREN:ANNO 1681 DEN 15 SEPTEMBER:GESTORBEN ANNO 1725 DEN 8 SEPTEMBER:“
Im Tonnengewölbe konnte auf dem ovalen Sargbeschlag von 1727 folgende Inschrift entziffert werden: „… in Gott weyland hochwürdige Jungfrau… Sophia Catarina von Bülow gewesene Domina des hochadligen Klosters Dobbertin, ist geboren Anno 1670 den 19 Martz, gestorben Anno 1727 den 11 May ihres Alters 57 Jahr und 27 Tage dessen Gedechtnis bleibe in Seegen…“. Sie lebte 40 Jahre im Kloster Dobbertin und war die erste gewählte Domina der Jungfrauen von Bülow.
Die neue Friedhofsanlage entstand nach 1765 auf dem neuen Lande außerhalb des Klosters nahe dem Dorf. Die Frau des Tischlermeisters Schmidt wurde am 7. April 1780 durch die Totengilde des Dorfes dort beigesetzt. Etwas südlich befand sich der Bauhof des Klosteramtes, der bis 1918 auch für die Pflege des Klosterfriedhofs zuständig war. Danach übernahm bis 1933 die Staatliche Gutsverwaltung neben der ständigen Pflege und Instandhaltung auch alle Bestattungen bis zum Läuten der Kirchenglocken. Beim Ableben eines Klostervorstehers hatte in allen klösterlichen Patronatskirchen das Trauergeläut vier Wochen lang jeweils vormittags und nachmittags eine volle Stunde zu erfolgen.
Auf dem Landtag zu Malchin am 13. November 1872 berichteten die Herren Kl. Vorsteher, dass im klösterlichen Konvent mehrfach darauf hingewiesen wurde, dass die schweren eichenen Särge der entschlafenen Konventualinnen den langen Weg aus der Klosterkirche nach dem Kirchhof getragen werden müssten, da es keinen Leichenwagen gäbe. Es wurde deshalb der Wunsch geäußert, einen Leichenwagen mit Zubehör zu besitzen. Die Revisions-Committen hatten nach Kenntnisnahme von den Zeichnungen, dem Kostenanschlag und dessen Zubehör, nämlich Decken für zwei Pferde, Mantel und Hut des Küsters und der 12 Chorknaben, den Antrag der Herrn Kl. Vorsteher eingehend mit denselben in der Konferenz mit ihnen besprochen. Der Leichenwagen sei zu teuer und es sei zu befürchten, dass die Decken, Mäntel, Barets usw. aus wollenem Stoff bestehend, bei ihrem nur seltenen Gebrauch von den Motten würden gefressen werden und sich deshalb eine öftere Erneuerung vermottenwendigen würden. Auch wäre bei dem seltenen exklusiven Gebrauch des Leichenwagens noch zu prüfen, ob aus der dem Kloster nahe gelegenen Stadt Goldberg der dortige Leichenwagen zu mieten sei.

## Friedhofsanlage
Seit dem 15. Februar 1877 gehört der Klosterfriedhof der Dobbertiner Kirchengemeinde.
Nördlich des Friedhofs befanden sich das Klosterforstamt und das Armenhaus. Aus Platzmangel hatte man nach dem Zweiten Weltkrieg im westlichen Teil die ersten Grabstätten eingeebnet und die gemauerten Gewölbe unter den Gräbern, darunter auch zwei derer von Oertzen, abgerissen.
Geblieben sind bis heute zwei Grabdenkmäler, die unter Denkmalschutz stehen und erhaltungswürdig sind.
Den großen unpolierten Granit-Grabstein für die am 22. Februar 1791 an einem Schlaganfall verstorbene Konventualin Johanna Agnesa von Gloeden aus Roggenhagen hatte der Prälat von Arnim aus Templin gestiftet. Von Gloeden lebte fast 30 Jahre im Kloster Dobbertin.
Neben der alten Linde steht der im Zopfstil gestaltete Sandsteinobelisk von 1790. Er trägt auf seinen vier Seiten in flachem Relief gehaltene Medaillons, die an Bandschleifen hängen. Die Inschrift lautet: „Hier ruht Hans Friedrich von Krakewitz auf Briggow, acht Jahre Provisor und ins 15. Jahr Hauptmann zu Dobbertin, geb. 1737 d. 31. März zu Venz auf Rügen, gestorben zu Dobbertin, d. 1. November 1790. – Dem Mann, der Vaterland, der Freunden nützlich war, dem weihet dieser Stein zum ewigen Denkaltar L. J. Freiherr von Meerheimb, Landrath auf Diestelow, Erbm.“ Die Inschrift ist heute kaum noch lesbar.
Ein weiterer historischer Grabstein ist aus Ziegelmauerwerk mit Gesimsen und Dachsteinabdeckungen hergestellt und war von einer Sandsteinvase mit zwei eisernen Henkeln bekrönt. An den vier Seiten des Postaments befinden sich je eine rechteckige vertiefte Fläche. Drei dieser Flächen waren mit Mörtel verputzt, während in der östlichen eine Sandsteintafel mit Inschrift eingelassen ist. Zu entziffern ist nur noch: Dem Andenken des theuren Vaters am XIII. November MDCCCII (13. November 1802) von seinem Schn….ERICH geweiht.

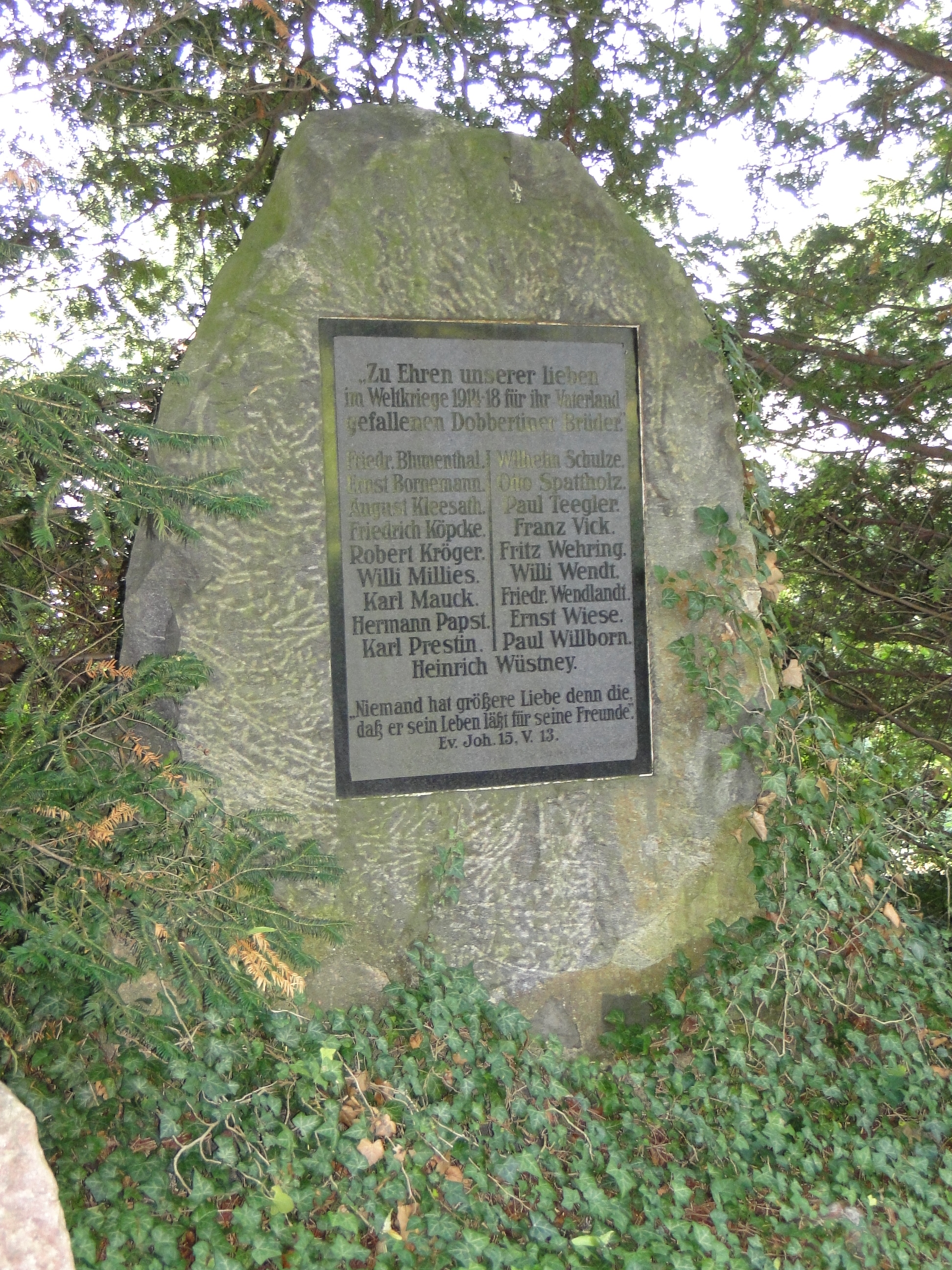
Kriegerdenkmal 1914-1918

Etwas abseits steht der große Feldstein mit der Tafel der Namen der Zu Ehren unserer Lieben im Weltkriege 1914–18 für ihr Vaterland gefallenen Dobbertiner Brüder Friedrich Blumenthal, Ernst Bornemann, August Kleesath, Friedrich Köpcke, Robert Kröger, Willi Millies, Karl Mauck, Hermann Papst, Karl Prestin, Wilhelm Schulze, Otto Spattholz, Paul Teegler, Franz Vick, Fritz Wehring, Willi Wendt, Friedrich Wendland, Ernst Wiese, Paul Willborn und Heinrich Wüstney. Wilhelm Schulze war der Sohn des Küchenmeisters Gustav Schulze und wurde mit 21 Jahren als Leutnant des Mecklenburgischen Füsilier-Regiment Nr. 90 auf der Flucht aus der französischen Gefangenschaft am 7. November 1915 in Marokko erschossen. Robert Kröger war der Sohn des Schäfers Friedrich Kröger und ertrank 27-jährig als Obermaschinist-Maat beim Untergang des Schiffes am 18. Dezember 1915 in der Ostsee. Revierjäger August Kleesath war der Sohn des Amtsaktuar im Klosteramt Hermann Kleesath und starb 21-jährig vor Pozieres in der Champagne am 5. Mai 1915, wurde dort bestattet und im Mai 1916 nach Dobbertin überführt.
Dahinter befinden sich von einst über 140 noch 81 Grabsteine der verstorbenen Konventualinnen, Dominas und Provisoren von 1780 bis 1974. Auf den Grabsteinen und -kreuzen sind fast alle Namen des mecklenburgischen Landadels zu lesen. Die wenigen schmiedeeisernen Grabkreuze wurden von handwerklich geschickten Dorfschmieden gefertigt. Alle noch vorhandenen Grabkreuze gleichen so einer Chronik, in der unabhängig Eintragungen vorgenommen wurden, die heute ein Stück Klostergeschichte darstellen.
Überragt werden die Grabstätten der Klosterdamen von dem über zwei Meter hohen gusseisernen Grabkreuz des Klosterhauptmanns Rittmeister Christian Georg Ferdinand von Raven. Die Inschrift lautet: „Hier ruht nach den Fügungen des Höchsten! Der Klosterhauptmann Ferdinand von Raven, Erbherr auf Müsselmow und Holzendorf, geb. in Boek 24. Dez. 1769, gest. in Parchim d. 11. Mai 1831 und dessen innig geliebte Tochter Luise Friederike Julie v. Raven, geb. in Wismar 25. Sept. 1805, gest. in Parchim 5. Mai 1831.“

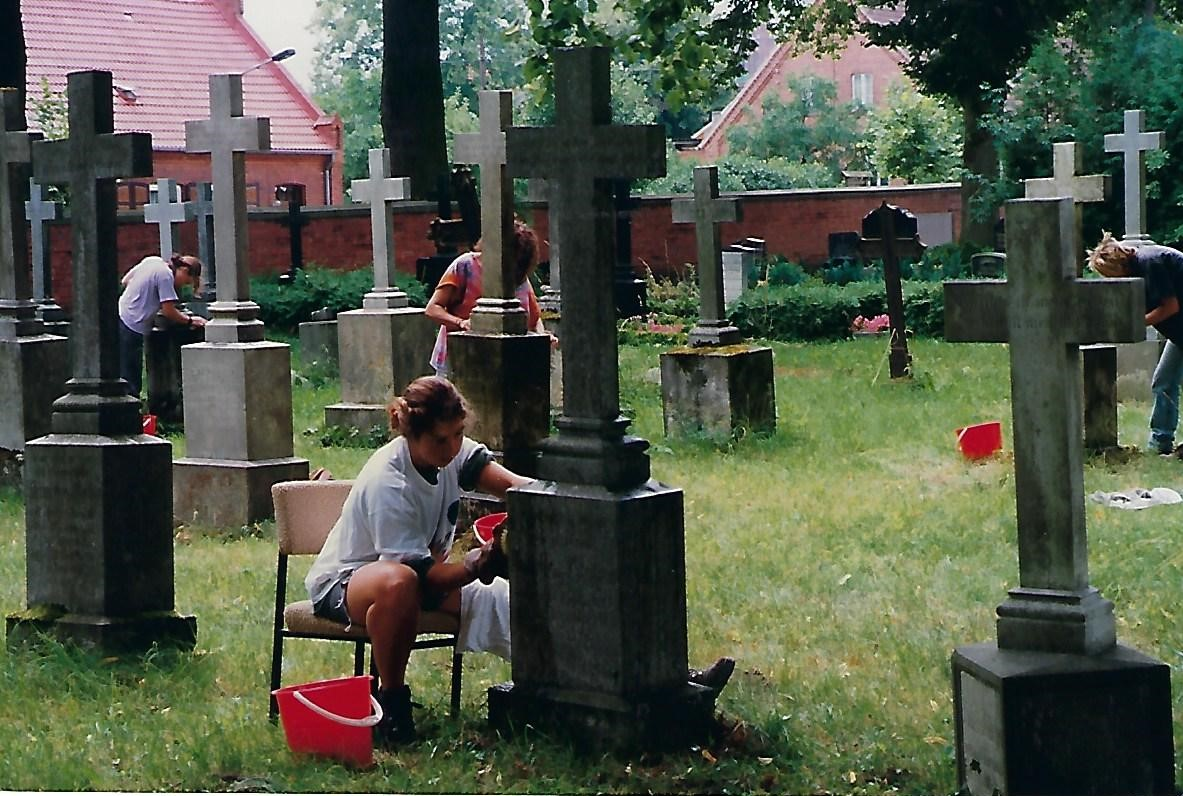
Studenten beim Reinigen der historischen Grabsteine (1997)

Im Rahmen eines internationalen Studenten-Workcamps 1997 durch Service Civil International aus Bonn im Kloster Dobbertin wurden erstmals die historischen Grabsteine auf dem Klosterfriedhof gereinigt und Inschriften entziffert. Die Teilnehmer kamen aus Japan, Russland, der Ukraine, Belgien, Spanien und Deutschland. Die Friedhofsmauer konnte 2002 über ein Sonderprogramm des Landes Mecklenburg-Vorpommerns mit arbeitslosen Jugendlichen saniert werden und 2007 ließ der Förderverein des Klosters Dobbertin die desolaten und durch Verwitterungen beschädigten Marmor-Grabkreuze und deren Granitsockel wieder herrichten und aufstellen.
Die Grabplatte des Amts-Maurermeisters Christian Retzloff (* 3. August 1803 in Dobbertin; † 5. September 1874 ebenda) wurde 2008 bei Räumarbeiten auf dem Klosterfriedhof gefunden. Retzloff war nach seiner Wanderschaft von 1828 bis 1858 der leitende Maurermeister beim Bau der Doppelturmanlage und der Ummantelung der Klosterkirche. Sein Name steht auch neben Georg Adolf Demmler aus Schwerin, damals noch Landbaumeister, auf der an der südlichen Kirchturmspitze angebrachten Erinnerungstafel. Seine Grabplatte befindet sich nach der abgeschlossenen Kirchen-Restaurierung seit September 2019 auf der Südseite in der Turmvorhalle der Klosterkirche.
Während der Bestandsdokumentationsaufnahme auf dem Klosterfriedhof wurden im März/April 2012 unter der Rasenfläche vor den Damengräbern zwei historische Grabplatten freigelegt, geborgen und am östlichen Friedhofszaun abgelegt. Die erste Grabplatte gehört Margaretha Hedewig von Raben a. d. H. Rederang. Sie wurde am 17. Oktober 1741 unter der Nr. 283 im Kloster Dobbertin eingeschrieben. Die zweite Platte gehört Sophie Elenore von Mecklenburg a. d. H. Gültow (* 5. September 1738; † 5. Dezember 1802).
Bisher war nicht zu ermitteln, warum am 10. März 1928 die 79-jährige Majory Lilian Mac Farlane aus Perth in Schottland auf dem Dobbertiner Klosterfriedhof bestattet wurde und eine Grabplatte erhielt, die noch vorhanden ist.
Weitere historisch wertvolle Grabsteine müssen als sachliche Urkunden alter Klosterzeiten seit Nachkriegszeiten als Begrenzungsmauer der dortigen Abfallgrube dienen. Darunter befindet sich neben dem Grabstein der Louise von Preen auch der von der Domina Ernestine Hedwig von Schack a. d. H. Pankelow. Sie war 31 Jahre die Vorsteherin des Konvents im adeligen Damenstift und starb 85-jährig am 28. Juni 1906 in Dobbertin. Nach Hinweisen eines Denkmalpflegers ließ der neue Pastor Christian Hasenpusch 2017 den Grabstein der Domina Ernestine Hedwig von Schack von 1906 aus der Begrenzungsmauer heraus nehmen.
Auch für die Fundamente beim Bootsschuppenbau am Dobbertiner See nahe dem Zeltplatz fanden Grabsteine der Konventualinnen Verwendung, darunter sind von Both (Nr. 978) und Stenglin (Nr. 1030). Zum Terrassenbau mit angrenzender Mauer hinter dem Pfarrhaus wurden ebenfalls Grabsteine und Grabplatten von Konventualinnen verwendet, darunter sind u. a. von Preen (Nr. 736), von Blücher (Nr. 487) und von Rohr (Nr. 325).

Grabsteine
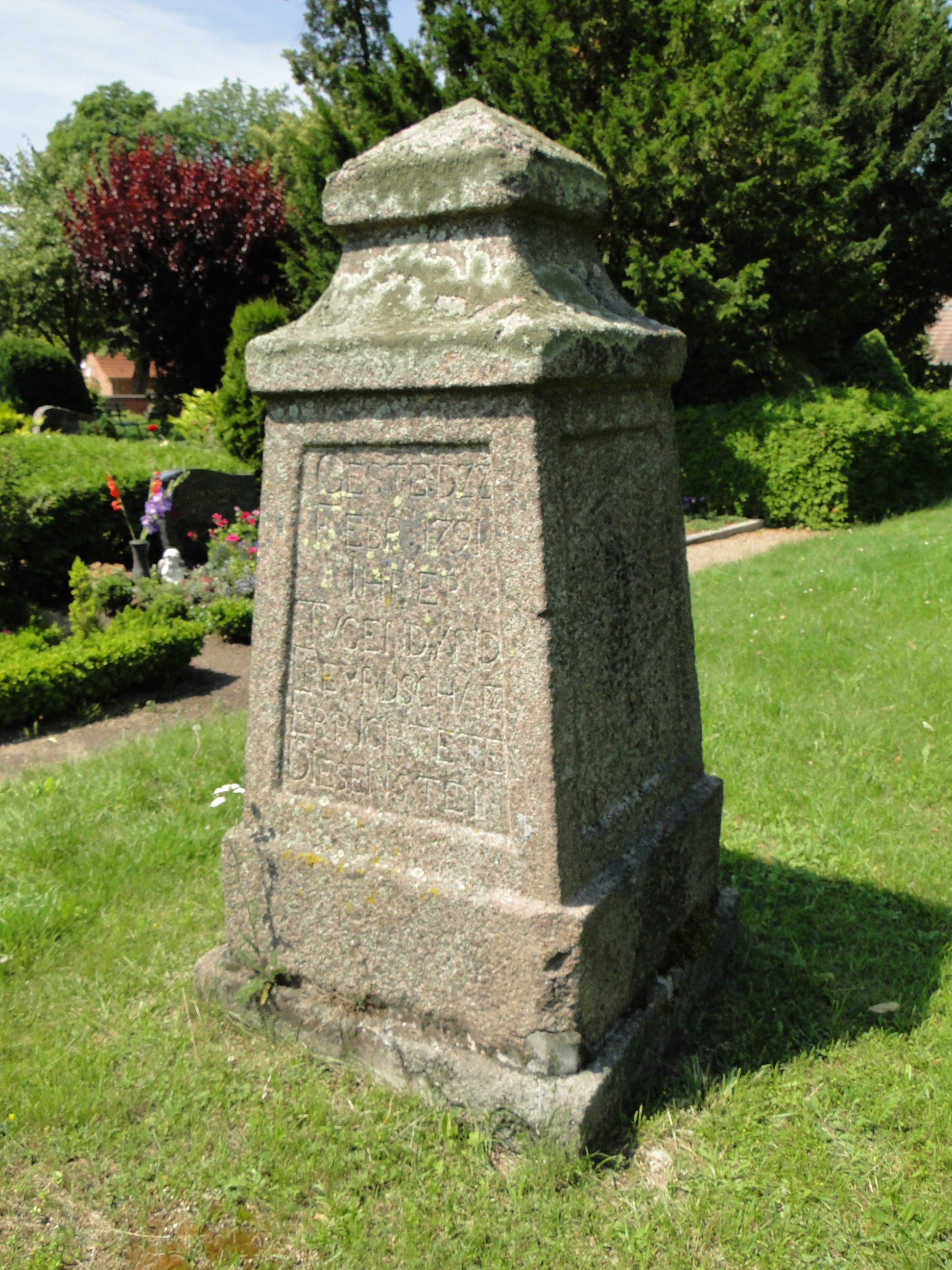
Granit-Grabstein 1791 von Johanna Agnesa von Gloeden (2011)
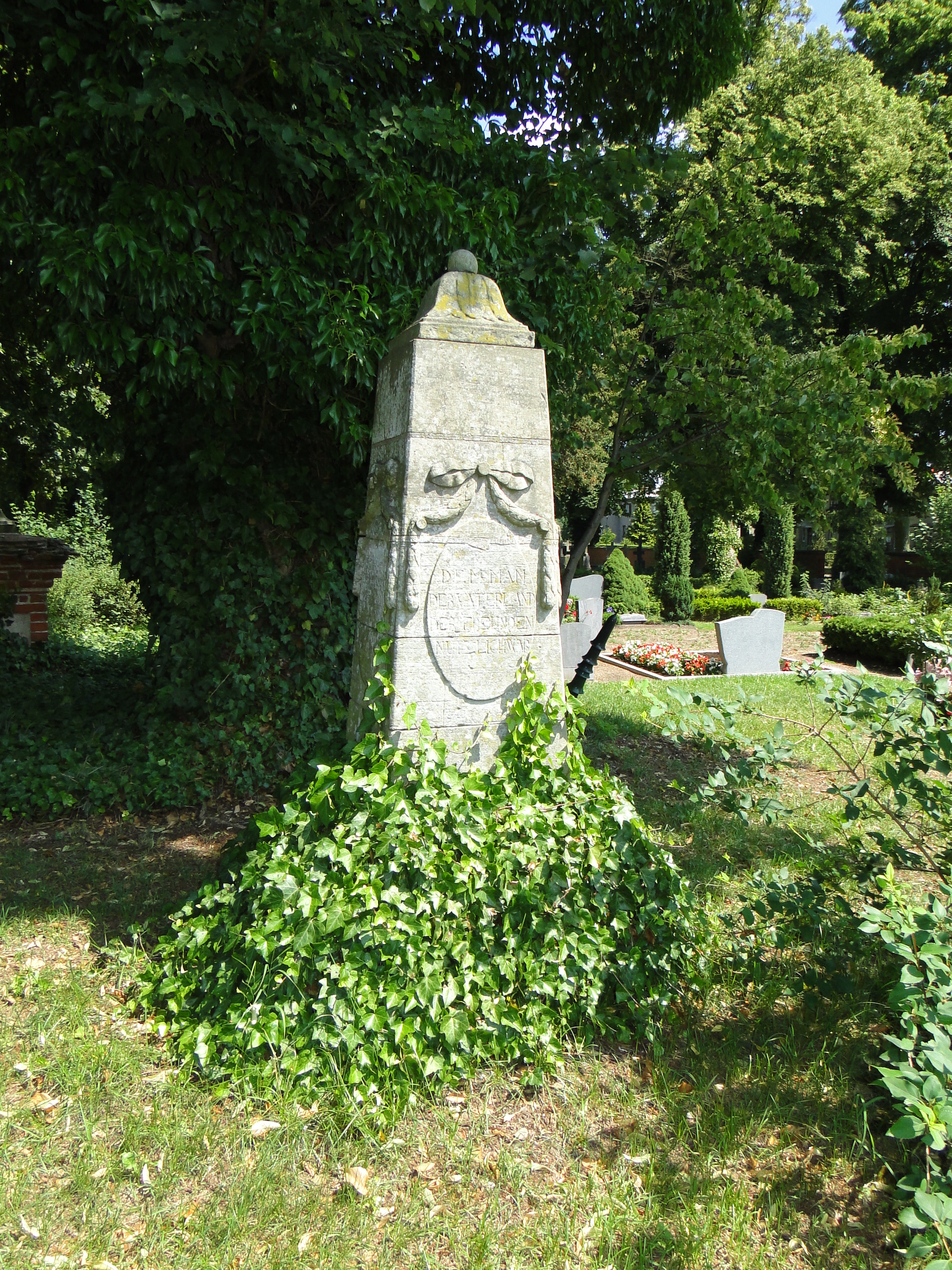
Grabstein 1790 von Hans Friedrich von Krakewitz (2011)
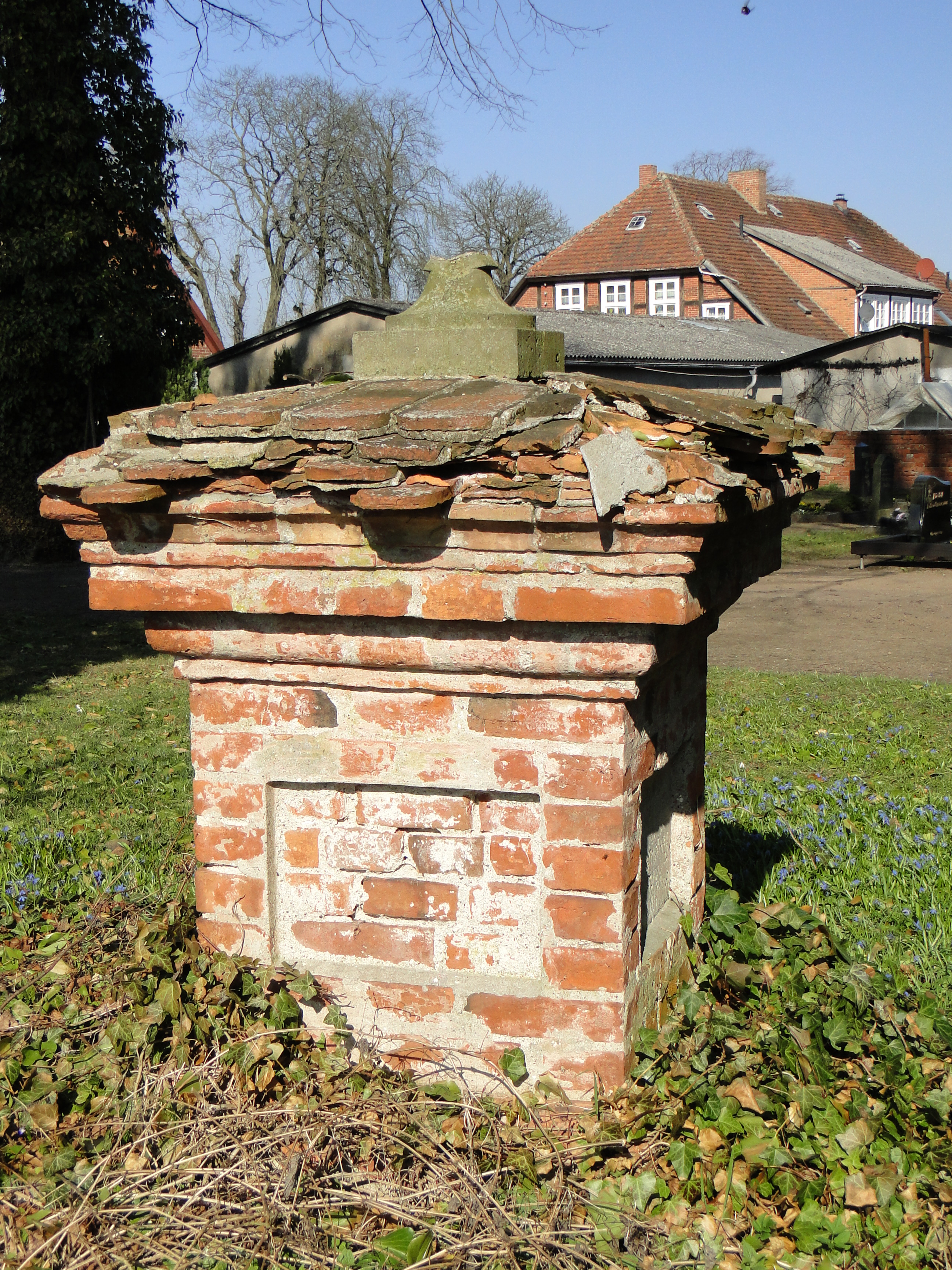
Historischer Grabstein von 1803 (2011)

## Grabstättenverzeichnis
Im Grabstättenverzeichnis des Dobbertiner Klosterfriedhofs werden Konventualinnen und Dominä aufgeführt, die im Konvent des Klosters während der Zeit als adeliges Damenstift gelebt haben.
Zustandsbericht vom Klosterfriedhof, März/April 2012

### Reihe 1
| Pos. | Einschreibe- nummer | Name, Herkunft                                                                                  | Geburtsdatum und -ort         | Sterbedatum und -ort           | Anmerkungen                                                                             | Bild | weitere Bilder |
| ---- | ------------------- | ----------------------------------------------------------------------------------------------- | ----------------------------- | ------------------------------ | --------------------------------------------------------------------------------------- | ---- | -------------- |
| 1    | 593                 | Domina Hedwig von Quitzow, a. d. H. Severin                                                     | 17. September 1779 in Severin | 29. Mai 1875 in Dobbertin      | Sandstein porös, Schrift nicht lesbar                                                   |      | Bilder         |
| 2    | 708                 | Caroline von Gentzkow aus Dewitz                                                                | 24. August 1793 in Dewitz     | 6. September 1872 in Dobbertin | Schrift unleserlich                                                                     |      | Bilder         |
| 3    | 797                 | Caroline von Below aus Rostock                                                                  | 7. Juni 1800 in Rostock       | 24. Juni 1872 in Dobbertin     | Grabstein fehlt                                                                         |      | Bilder         |
| 4    | 830                 | Caroline von Pritzbuer aus Schwerin                                                             | 8. Juli 1803 in Schwerin      | 17. Juni 1872 in Dobbertin     | Inschrift: Hier ruht in Gott die Conventualin..                                         |      | Bilder         |
| 5    | 945                 | Marie von Bülow aus Warin                                                                       | 20. August 1817 in Warin      | 17. Februar 1871 in Dobbertin  | Schrift unleserlich                                                                     |      | Bilder         |
| 6    | 740                 | Sophia Hedwig von Weltzien a. d. H. Sammit                                                      | 22. Februar 1796 in Güstrow   | 5. Januar 1871 in Dobbertin    | Eisenkreuz verrostet, Schrift unleserlich                                               |      | Bilder         |
| 7    | 715                 | Eveline (Eva) von Lücken a. d. H. Grabenitz                                                     | 9. Mai 1794 in Massow         | 18. Februar 1870 in Dobbertin  |                                                                                         |      | Bilder         |
| 8    | 677                 | Elenore Friederike von Flotow a. d. H. Willkuhl                                                 | 1. Juni 1790 in Willkuhl      | 10. November 1869 in Dobbertin | Inschrift: Conventualin in Dobbertin, unleserlich                                       |      | Bilder         |
| 9    | 911                 | Charlotte von Bülow a. d. H. Düssin                                                             | 24. Juni 1814 in Cismar       | 5. April 1869 in Dobbertin     | Inschrift: Hier ruht in Gott die Conventualin..                                         |      | Bilder         |
| 10   | 700                 | Magdalene von Bülow a. d. H. Tessin                                                             | 23. März 1794 in Necheln      | 17. Dezember 1868 in Dobbertin | Inschrift: Hier ruht in Gott..                                                          |      | Bilder         |
| 11   | 613                 | Henriette von Sperling a. d. H. Rubow                                                           | 1. Juni 1782 in Rubow         | 13. Februar 1868 in Dobbertin  | Inschrift: Hier ruhet die Conventualin.., Eisenkreuz verrostet und verdreht aufgestellt |      | Bilder         |
| 12   | 617                 | Friederike Sophie Ernestine von Schack aus Raden                                                | 24. Oktober 1782 in Gr. Raden | 12. Juni 1867 in Dobbertin     | Schrift unleserlich                                                                     |      | Bilder         |
| 13   | 720                 | Wilhelmine F.(Friderica) A. (Augusta) C. (Carola) G. (Gerhardine) von Bredow a. d. H. Eickhorst | 7. Oktober 1794 in Eickhorst  | 20. Juni 1864 in Dobbertin     | Inschrift: Hier ruhet das Fräulein Conventualin..                                       |      | Bilder         |

### Reihe 2
| Pos. | Einschreibe- nummer | Name, Herkunft                                            | Geburtsdatum und -ort            | Sterbedatum und -ort           | Anmerkungen                                                                                         | Bild | weitere Bilder |
| ---- | ------------------- | --------------------------------------------------------- | -------------------------------- | ------------------------------ | --------------------------------------------------------------------------------------------------- | ---- | -------------- |
| 1    | 814                 | Wilhelmine von Ferber a. d. H. Melz                       | 7. März 1802 in Melz             | 14. Dezember 1881 in Dobbertin | Inschrift: Hier ruhet in Gott die Conventualin Frl. … Unser Gedächtnis bleibt im Segen! unleserlich |      | Bilder         |
| 2    | 909                 | Friedricke von Hammerstein a. d. H. Retzow und Gesmoln    | 5. April 1813 in Retzow          | 14. Dezember 1884 in Dobbertin | Inschrift: Hier ruhet in Gott die Conventualin Frl. unleserlich                                     |      | Bilder         |
| 3    | 878                 | Josephine von Wickede a. d. H. Tolzien                    | 5. September 1809 in Tolzien     | 28. Juni 1885 in Dobbertin     | Stein fehlt                                                                                         |      | Bilder         |
| 4    | 1024                | Sophie von Both auf Grapenstieten                         | 10. Januar 1824 in Grapenstieten | 14. Dezember 1884 in Dobbertin | Inschrift: Hier ruhet in Gott Frl. Conventualin..                                                   |      | Bilder         |
| 5    | 944                 | Freiin Auguste von Maltzan aus Pekatel                    | 1. Oktober 1816 in Penzlin       | 21. Dezember 1884 in Dobbertin | Inschrift: Hier ruhet in Gott die Conventualin..                                                    |      | Bilder         |
| 6    | 1075                | Freiin Elisabeth von Maltzan                              | 28. Juni 1815 in Brunstorf       | 4. April 1881 in Dobbertin     | Inschrift: Hier ruhet in Gott die Conventualin..                                                    |      | Bilder         |
| 7    | 999                 | Louise von Bassewitz aus Schönhoff                        | 13. Januar 1822 in Schönhoff     | 4. Dezember 1885 in Dobbertin  | Inschrift abgeblättert, nicht lesbar                                                                |      | Bilder         |
| 8    | 833                 | Sophia Henriette von Bassewitz aus Schönhoff              | 22. September 1803 in Schönhoff  | 8. Oktober 1878 in Neustrelitz | Inschrift: Hier ruhet in Gott unleserlich                                                           |      | Bilder         |
| 9    | 1171                | Julie von Bassewitz auf Mummendorf                        | 9. Januar 1838 in Mummendorf     | 3. August 1911 in Dobbertin    | Inschrift: Hier ruhet in Gott Conventualin.. unleserlich                                            |      | Bilder         |
| 10   | 805                 | Sophia von Weltzien a. d. H. Sammit                       | 29. Oktober 1801 in Weitendorf   | 12. Oktober 1876 in Dobbertin  | Inschrift: Hier ruhet in Gott Conventualin Frl. ..                                                  |      | Bilder         |
| 11   | 809                 | Dorothea Wilhelmine Elisabeth von Pentz a. d. H. Pentzlin | 24. Januar 1802 in Ponstorff     | 23. Dezember 1875 in Dobbertin | Inschrift: Hier ruhet in Gott die Conventualin.. unleserlich                                        |      | Bilder         |

### Reihe 3
| Pos.  | Einschreibe- nummer | Name, Herkunft                              | Geburtsdatum und -ort                         | Sterbedatum und -ort            | Anmerkungen | Bild | weitere Bilder |
| ----- | ------------------- | ------------------------------------------- | --------------------------------------------- | ------------------------------- | --- | ---- | -------------- |
| 1     | 954                 | Mathilde Sophie von Rohr a. d. H. Trieplatz | 9. Juli 1810 in Trieplatz                     | 16. September 1889 in Dobbertin | Inschrift: Hier ruht Mathilde Suphie von Rohr a. d. H. Trieplatz, Conventualin zu Kloster Dobbertin (statt eines „o“ im zweiten Vornamen wurde ein „u“ in den Stein graviert) |      | Bilder         |
| 2     | 1056                | Janette von Bülow a. d. H. Effenrode        | 11. Februar 1825 in Thale                     | 25. Februar 1900 in Dobbertin   | Inschrift: Hier ruhet die Conventualin .., Eisenkreuz verrostet, verdreht, unleserlich                                                                                        |      | Bilder         |
| 3     | 1277                | Auguste von Schuckmann a. d. H. Kargow      | 8. Dezember 1844 in Marienfelde bei Friedland | 29. Februar 1912 in Dobbertin   | Inschrift: Hier ruht in Gott … Conventualin des Klosters Dobbertin |      | Bilder         |
| 4–6   | leer                | leer                                        | leer                                          | leer                            | leer | leer | leer           |
| 7     | 1109                | Elisabeth von Mecklenburg aus Wieschendorf  | 27. April 1832 in Wieschendorf                | 17. Januar 1898 in Dobbertin    | Inschrift: Hier ruht in Gott … Conventualin des Klosters Dobbertin |      | Bilder         |
| 8     | 1069                | Leopoldine von Flotow a. d. H. Altenhof     | 18. Mai 1828 in Klein Tessin                  | 19. August 1897 in Dobbertin    | Inschrift: Hier ruht in Gott die Conventualin.. |      | Bilder         |
| 9     | 1073                | Ottilie von Behr a. d. H. Hindenberg        | 31. Juli 1828 in Hindenberg                   | 23. April 1897 in Dobbertin     | Inschrift: Hier ruht in Gott Frl. … Conventualin des Klosters Dobbertin, Tochter des Provisors C. J. H. von Behr                                                              |      | Bilder         |
| 10    | 1157                | Friederike von Restorff a. d. H. Werle      | 15. April 1836 in Werle                       | 18. Juli 1894 in Dobbertin      | Inschrift: Hier ruht in Gott die Conventualin .. |      | Bilder         |
| 11–12 | leer                | leer                                        | leer                                          | leer                            | leer | leer | leer           |
| 13    | 891                 | Ida von Pentz aus Klein Grabow              | 8. Dezember 1810 in Klein Grabow              | 22. März 1887 in Dobbertin      | Inschrift: Hier ruht in Gott die Conventualin.., gefertigt Steinmetz A. Wöhner, Güstrow                                                                                       |      | Bilder         |
| 14    | 1000                | Bertha von Kamptz a. d. H. Dratow           | 21. Februar 1812 in Neustrelitz               | 16. Juli 1886 in Dobbertin      | von 1859 bis 1870 im Kloster Ribnitz, Inschrift: Hier ruht in Gott … Conventualin des Klosters Dobbertin                                                                      |      | Bilder         |

### Reihe 4
| Pos. | Einschreibe- nummer | Name, Herkunft                              | Geburtsdatum und -ort           | Sterbedatum und -ort               | Anmerkungen                                                                 | Bild | weitere Bilder |
| ---- | ------------------- | ------------------------------------------- | ------------------------------- | ---------------------------------- | --------------------------------------------------------------------------- | ---- | -------------- |
| 1    | 1139                | Anna von Graevenitz aus Quetz               | 3. Oktober 1834 in Quetz        | 19. April 1915 in Dobbertin        | Inschrift: Hier ruht in Gott die Conventualin..                             |      | Bilder         |
| 2    | 1196                | Melanie von Hobe zu Merseburg               | 17. Oktober 1839 in Merseburg   | 21. August 1914 in Dobbertin       | Inschrift: Hier ruht in Gott die Priorin..                                  |      | Bilder         |
| 3    | 1275                | Minna von Rieben aus Brohm                  | 7. November 1913 in Brohm       | 31. Juli 1913 zu Kloster Dobbertin | Inschrift: Hier ruhet in Gott die Conventualin..                            |      | Bilder         |
| 4    | 1315                | Anna von Weltzien aus Wismar                | 15. Dezember 1849 in Wismar     | 15. April 1913 in Dobbertin        | Stein fehlt                                                                 |      | Bilder         |
| 5    | 1143                | Ottonie Gräfin von Stenglin aus Ludwigslust | 2. Juli 1833 in Rackow          | 11. Januar 1912 in Dobbertin       |                                                                             |      | Bilder         |
| 6    | 1238                | Marie Gräfin von Blücher aus Göhren         | 8. April 1842 in Blücher        | 8. Dezember 1911 in Dobbertin      | Inschrift: Hier ruhet die Coventualin..                                     |      | Bilder         |
| 7    | 1281                | Frieda von Schack aus Wismar                | 24. Februar 1846 in Wismar      | 4. April 1911 in Dobbertin         | Hier ruht in Gott … Conventualin des Klosters Dobbertin                     |      | Bilder         |
| 8    | leer                | leer                                        | leer                            | leer                               | leer                                                                        | leer | leer           |
| 9    | 1086                | Chatarina Freiin von Hammerstein            | 8. Dezember 1829 in Wismar      | 3. Juni 1908 in Dobbertin          | Inschrift: Hier ruhet in Gott die Conventualin..                            |      | Bilder         |
| 10   | 1071                | Margarete von Behr a. d. H. Greese          | 9. Juni 1828 in Greese          | 15. November 1907 in Dobbertin     | Inschrift: Hier ruhet in Gott die Conventualin..                            |      | Bilder         |
| 11   | leer                | leer                                        | leer                            | leer                               | leer                                                                        | leer | leer           |
| 12   | 1258                | Marie von Meding a. d. H. Suckwitz          | 14. Februar 1844 in Kirch Kogel | 22. Juli 1905 in Dobbertin         | Inschrift: Hier ruht in Gott die Conventualin..                             |      | Bilder         |
| 13   | 1232                | Alexandrine von Oertzen a. d. H. Roggow     | 29. Januar 1842 in Mirow        | 16. Januar 1901 in Dobbertin       | Inschrift: Hier ruht in Gott die Conventualin..                             |      | Bilder         |
| 14   | 1050                | Auguste von Lowtzow a. d. H. Klaber         | 10. September 1826 in Striggow  | 20. Mai 1900 in Dobbertin          | Inschrift: Hier ruhet in Gott die Priorin..                                 |      | Bilder         |
| 15/1 | 1577                | Erna von Blücher aus Ruchow                 | 2. Juli 1868 in Ruchow          | 10. Juli 1950 in Dobbertin         | Inschrift: Conventualin.., unleserlich, als Doppelstein                     |      | Bilder         |
| 15/2 |                     | Luise von Blücher, geb. von Oldenburg       | 23. März 1847                   | 22. Juni 1936 in Dobbertin         | als Doppelstein, keine Konventualin, Witwe von Siegfried Ulrich von Blücher |      | Bilder         |

### Reihe 5
| Pos. | Einschreibe- nummer | Name, Herkunft                        | Geburtsdatum und -ort         | Sterbedatum und -ort            | Anmerkungen | Bild | Weitere Bilder |
| ---- | ------------------- | ------------------------------------- | ----------------------------- | ------------------------------- | --- | ---- | -------------- |
| 1    |                     |                                       |                               |                                 | Inschrift verwittert (?)                                                                                               |      | Bilder         |
| 2    | 1352                | Asta Gräfin von Blücher aus Blücher   | 5. April 1853 in Blücher      | 10. Dezember 1926 in Dobbertin  | |      | Bilder         |
| 3    | 1266                | Julie von dem Knesebeck aus Göttingen | 3. Dezember 1844 in Göttingen | 3. April 1926 in Dobbertin      | Inschrift: Hier ruht in Gott … Priorin des Klosters Dobbertin                                                          |      | Bilder         |
| 4    | 1256                | Ina von Bülow a. d. H. Wamkow         | 19. Januar 1844 in Kuppentin  | 20. September 1925 in Dobbertin | Inschrift: Hier ruhet in Gott die Conventualin..                                                                       |      | Bilder         |
| 5    | 1391                | Elisabeth von Bülow a. d. H. Camin    | 10. März 1856 in Rostock      | 15. September 1918 in Dobbertin | Inschrift: Hier ruht in Gott die Conventualin.., unleserlich                                                           |      | Bilder         |
| 6    | 1387                | Lolo von Heyden aus Bredenfelde       | 26. Juni 1855 in Bredenfelde  | 18. März 1935 in Rostock        | Inschrift: Hier ruhet in Gott die Conventualin..                                                                       |      | Bilder         |
| 7    | 1386                | Alexandra von Heyden aus Bredenfelde  | 5. April 1850 in Bredenfelde  | 9. April 1918 in Dobbertin      | Inschrift: Hier ruhet in Gott die Conventualin.., Schrift abgeplatzt                                                   |      | Bilder         |
| 8–11 | leer                | leer                                  | leer                          | leer                            | leer | leer | leer           |
| 12   | 1165                | Wilhelmine von Bülow aus Toddin       | 29. Mai 1837 in Toddin        | 19. Februar 1916 in Dobbertin   | Inschrift: Hier ruht in Gott die Conventualin.. unleserlich, Rufname Ina                                               |      | Bilder         |
| 13   | 125                 | Wilhelmine Langfeldt aus Güstrow      | 25. Juni 1835 in Güstrow      | 12. Juli 1930 in Dobbertin      | Inschrift: Hier ruht in Gott die Conventualin.., Doppelgrabstein mit Platz 14, Tochter des Bürgermeisters              |      | Bilder         |
| 14   | 126                 | Henriette Langfeldt aus Güstrow       | 30. August 1833 in Güstrow    | 27. Juni 1915 in Dobbertin      | Inschrift: Hier ruht in Gott die Conventualin.., Doppelgrabstein mit Platz 13, unleserlich, Tochter des Bürgermeisters |      | Bilder         |
| 15   | 1327                | Adele von Schack aus Tannenhof        | 3. Februar 1851 in Tannenhof  | 16. Dezember 1912 in Dobbertin  | Inschrift: Hier ruht in Gott … Konventualin des Klosters Dobbertin                                                     |      | Bilder         |

### Reihe 6
| Pos. | Einschreibe- nummer | Name, Herkunft                                        | Geburtsdatum und -ort          | Sterbedatum und -ort          | Anmerkungen                                                                                                   | Bild | Weitere Bilder |
| ---- | ------------------- | ----------------------------------------------------- | ------------------------------ | ----------------------------- | --- | ---- | -------------- |
| 1    | 1453                | Augusta von Bülow a. d. H. Tessin                     | 22. Juli 1860 in Tessin        | 23. Juni 1936 in Dobbertin    | Inschrift: Hier ruhet in Gott die Conventualin.., Schrift blättert ab, Rufname Gutta                          |      | Bilder         |
| 2    | –                   | Frieda Adele von Seeler geb. von Oertzen              | 26. August 1872 in Neustrelitz | 19. April 1965 in Dobbertin   | Stein fehlt, war Bewohnerin des Kreis-Feierabendheimes                                                        |      |                |
| 3    | 1631                | Josephine von der Lühe aus Waren                      | 13. September 1873 in Waren    | 16. Oktober 1939 in Dobbertin | Inschrift: Hier ruht in Gott die Conventualin.., Grabstein und Kreuz zerbrochen                               |      | Bilder         |
| 4    |                     | Anna…                                                 |                                | 26. März 1971                 | Stein fehlt                                                                                                   |      |                |
| 5    |                     | Bertha Hall                                           | 8. Oktober 1873 in Sülz        | 17. Mai 1945 in Dobbertin     | Konventualin, Tochter des Bürgermeisters Dr. Hall                                                             |      | Bilder         |
| 6    | 1479                | Johanna von Brandenstein aus Hohenstein bei Friedland | 23. Juli 1862 in Hohenstein    | 29. Juli 1945 in Dobbertin    | Inschrift: Conventualin.., Schrift abgeplatzt, Grabkreuz abgebrochen (Grabkreuz liegt in Reihe 7 auf Platz 6) |      |                |
|      | dazwischen ein Baum |                                                       |                                |                               | |      |                |
| 11   | 1542                | Ida von Levetzow aus Ernsthausen in Holstein          | 21. August 1866 in Ernsthausen | 8. Januar 1938 in Dobbertin   | Inschrift: Hier ruhet in Gott die Conventualin.., Schrift verwittert                                          |      | Bilder         |
| 12   | 1504                | Louise von Schuckmann a. d. H. Kargow bei Wismar      | 23. Dezember 1863 in Wismar    | 10. Februar 1935 in Dobbertin | Inschrift: Conventualin..                                                                                     |      | Bilder         |
| 13   | leer                | leer                                                  | leer                           | leer                          | leer | leer |                |
| 14   | 1447                | Elisabeth von Pritzbuer aus Schwerin                  | 29. Februar 1860 in Schwerin   | 18. Juli 1930 in Dobbertin    | Inschrift: Conventualin.. weiterer Text herausgeschlagen, Grabkreuz verm. nicht von E. v. Pritzbuer           |      | Bilder         |
| 15   | 1328                | Blanka von Quitzow aus Severin                        | 21. Juni 1850 in Severin       | 14. Juni 1929 in Dobbertin    | Inschrift: ..Conventualin                                                                                     |      | Bilder         |
| 16   | 1141                | Ottilie von Restorff aus Rosenhagen                   | 3. Mai 1835 in Rosenhagen      | 11. Juli 1928 in Dobbertin    | Inschrift: Hier ruht in Gott die Conventualin..                                                               |      | Bilder         |

### Reihe 7
| Pos. | Einschreibe- nummer | Name, Herkunft                                                      | Geburtsdatum und -ort                    | Sterbedatum und -ort            | Anmerkungen | Bild | Weitere Bilder |
| ---- | ------------------- | ------------------------------------------------------------------- | ---------------------------------------- | ------------------------------- | --- | ---- | -------------- |
| 1    | 1449                | Auguste von Pressentin a. d. H. Stieten zu Rohlstorf                | 27. März 1860 in Rohlstorf               | 23. Februar 1951 in Dobbertin   | Inschrift: Domina.., letzte Domina in Dobbertin. |      | Bilder         |
| 2    | 1516                | Magdalena von Oertzen a. d. H. Brunn                                | 11. Juni 1864 in Alt Vorwerk             | 13. Juni 1962 in Dobbertin      | Inschrift: Hier ruht in Gott Priorin |      | Bilder         |
| 3    |                     | Elisabeth Lefeldt, geb. Konow                                       | 29. November 1879                        | 28. Februar 1970                | Inschrift: Hier ruht in Gott keine Konventualin, Bewohnerin des Kreis-Feierabendheimes                                                                      |      | Bilder         |
| 4    | 1824                | Elisabeth Charlotte von Bassewitz auf Burg Schlitz                  | 20. April 1891 in Burg Schlitz           | 22. April 1974 in Dobbertin     | Letzte Konventualin des ehemaligen Damenstifts Dobbertin |      | Bilder         |
| 5    | 1644                | Margarethe Freiin von Stenglin                                      | 22. März 1875 in Breslau                 | 27. Februar 1965 in Dobbertin   | Inschrift: ..Conventualin |      | Bilder         |
| 6    | 1775                | Therese Freiein von Lützow a. d. H. Pritzier-Schwechow              | 31. Oktober 1882 in Neisse               | 14. Februar 1961 in Dobbertin   | Stein fehlt, aufgelegt ist das Grabkreuz von Konventualin Johanna Freiin von Brandenstein (* 23. Juli 1862 in Hohenstein; † 29. Juli 1945 in Dobbertin)     |      |                |
| 7    | 1630                | Nadien von Lücken a. d. H. Godenswege                               | 29. September 1872 in Wiesbaden          | 21. September 1960 in Dobbertin | Stein fehlt |      |                |
| 8    | 1696                | Emma Charlotte von Bassewitz aus Malchow                            | 14. April 1880 in Malchow                | 9. März 1957 in Dobbertin       | Kreuz fast zwei Meter hoch, mit dem Rufname Emmi langjährige opferbereite Kirchenführerin                                                                   |      | Bilder         |
| 9    |                     | Bertha von Nettelblatt aus Ludwigslust                              | 7. Juli 1876 in Ludwigslust              | 27. Dezember 1947 in Dobbertin  | keine Konventualin, Vater Hugo Baron v. Nettelblatt war Forstmeister zu Ludwigslust                                                                         |      | Bilder         |
| 10   | 1642                | Emma von Plessen                                                    | 3. Februar 1875 in Rühn                  | 8. September 1945 in Dobbertin  | Stein fehlt, aufgelegt ist das Grabkreuz von Amalie von Wickede (* 7. August 1863 in Ludwigslust; † 21. März 1943 in Dobbertin)                             |      |                |
| 11   |                     | Magdalene von Bülow a. d. H. Tessin                                 |                                          |                                 | Reste des zerbrochenen Kreuzes |      |                |
| 12   | 1520                | Elisabeth von Lowtzow aus Rensow                                    | 2. Januar 1865 in Rensow                 | 5. August 1945 in Dobbertin     | Stein fehlt, aufgelegt ist das Grabkreuz von Elisabeth von Luise (Laura) Hedwig von Winterfeld (deren Grabstelle auf Platz 13 liegt)                        |      |                |
| 13   | 1475                | Luise (Laura) Hedwig von Winterfeld a. d. H. Freienstein zu Koblenz | 8. April 1862 in Koblenz                 | 29. August 1945 in Dobbertin    | Stein fehlt, aufgelegt sind Bruchstücke des Grabkreuzes mit der Inschrift von Elisabeth von Pritzbuer (deren Grabstelle sich in Reihe 6, Platz 14 befindet) |      |                |
| 14   | 1548                | Frieda-Marie Gräfin von Schlieffen a. d. H. Schwandt                | 26. September 1866 in Katzenow/Schlesien | 30. August 1939 in Dobbertin    | Inschrift: Hier ruht in Gott Conventualin.., Kreuz abgebrochen, Schrift teilweise unleserlich                                                               |      | Bilder         |

## Friedhof Dobbertin
Eine weitere Friedhofsanlage wurde am 13. Juli 1920 durch die Kirchengemeinde als Waldfriedhof bei Bernstorffs-Höhe vor dem heutigen Eingang zum Campingplatz am Dobbertiner See angelegt. Die Bestätigung erfolgte am 7. Juli 1921 durch das Ministerium für geistliche Angelegenheiten. Dort finden seit Jahrzehnten keine Bestattungen mehr statt.

### Gedruckte Quellen
- Mecklenburgische Jahrbücher (MJB)

### Historische Quellen
- (Groß) Herzoglich Mecklenburg-Schwerinscher Staatskalender, Schwerin 1 – 143 (1776–1918), Klöster, milde Stiftungen und Wohltätigkeits-Anstalten, -Jungfrauen Klöster - Das Kloster Dobbertin.

### Ungedruckte Quellen
Landeshauptarchiv Schwerin (LHAS)
- LHAS 2.12-3/4 Kirchen und Schulen.
- LHAS 3.2-3/1 Landeskloster/Klosteramt Dobbertin.
- LHAS 3.2-4 Ritterschaftliche Brandversicherungsgesellschaft.
- LHAS 5.11-2 Landtagsversammlungen, Landtagsverhandlungen, Landtagsprotokolle, Landtagsausschuß.
- LHAS 5.12-4/2 Ministerium für Landwirtschaft, Domänen und Forsten. Nr. 8964.
- LHAS 5.12-7/1 Mecklenburg-Schwerinsches Ministerium für Unterricht, Kunst, geistliche und Medizinalangelegenheiten. Nr. 8478 Dobbertin. Der Friedhof.
- LHAS 5.12-9/5 Landratsamt Parchim.

Landesamt für Kultur und Denkmalpflege (LAKD)
- Baudenkmalpflege, Ortsakte Dobbertin.
- Landeskirchliches Archiv Schwerin (LKAS)
- LKAS, OKR Schwerin, Specialia Dobbertin, Abt. 1. Nr. 019 Beerdigungsgebühren der Kirchenprediger und Grablegate der Konventualinnen.
- LKAS, OKR Schwerin, Kirchhof 1881–1996.
- LKAS, OKR Schwerin, Kirchenbücher Dobbertin 1674–1804, 1805–1905.

Pfarrarchiv Goldberg-Dobbertin.
- Kirchenbuch der Gemeinde Dobbertin 1906–2020.

## Karten
- Ritterschaftliche Brandversicherungsgesellschaft, Pläne mit Verzeichnis der Gebäude 1782–1932, LHAS 3.2-3/2 Dobbertin, Nr. 557–566.
- Heinrich Christoph Stüdemann: Plan von dem Kloster Dobbertin und Umgebungen. Im Auftrage der Herren Klostervorsteher im Jahre 1841. Original im LAKD/AD Schwerin.
- Plan von dem Kloster Dobbertin, in Berücksichtigung seiner umliegenden Wiesen. Angefertigt im Jahre 1863 von L. Barth, Ingenieur. Original in der Mecklenburgischen Landesbibliothek Schwerin.
- Preußische Landesaufnahme 1880, Großherzogthum Mecklenburg-Schwerin 1882, Nachtrag 1919, Dobbertin Nr. 946 (Messtischblatt).
- Wirtschaftskarte vom Forstamt Dobbertin, Kartenblatt 1, Forst Dobbertin, Revier Dobbertin, Amt Parchim und Güstrow, 1927, Maßstab 1:12 000.